# Giovanni Ghisolfi

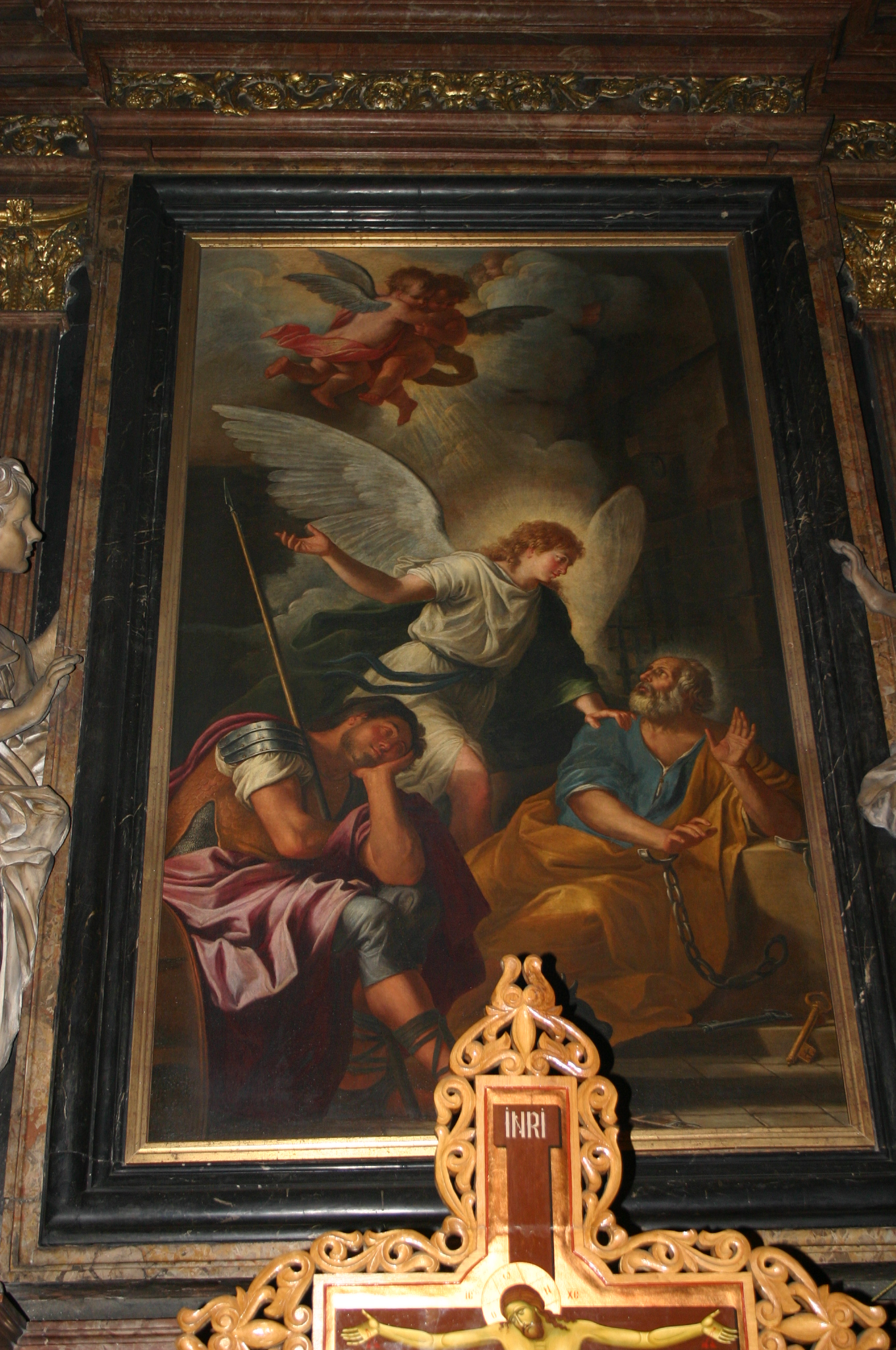
Giovanni Ghisolfi, Befreiung des Heiligen Simon Petrus aus dem Gefängnis, Kirche Santa Maria della Vittoria, Mailand.

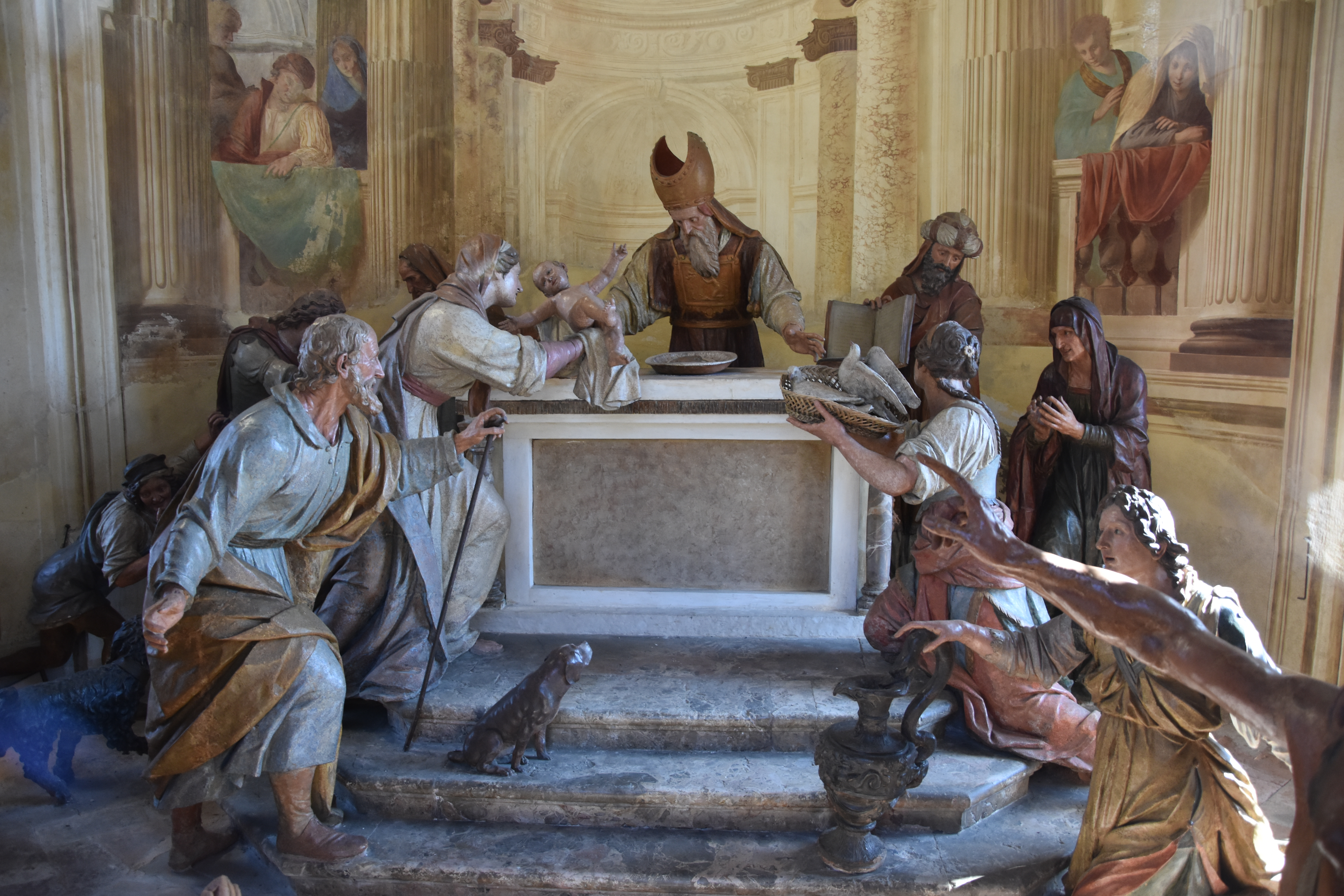
Giovanni Ghisolfi, Terrakottastatuen in der 4. Kapelle des Sacro Monte di Varese.

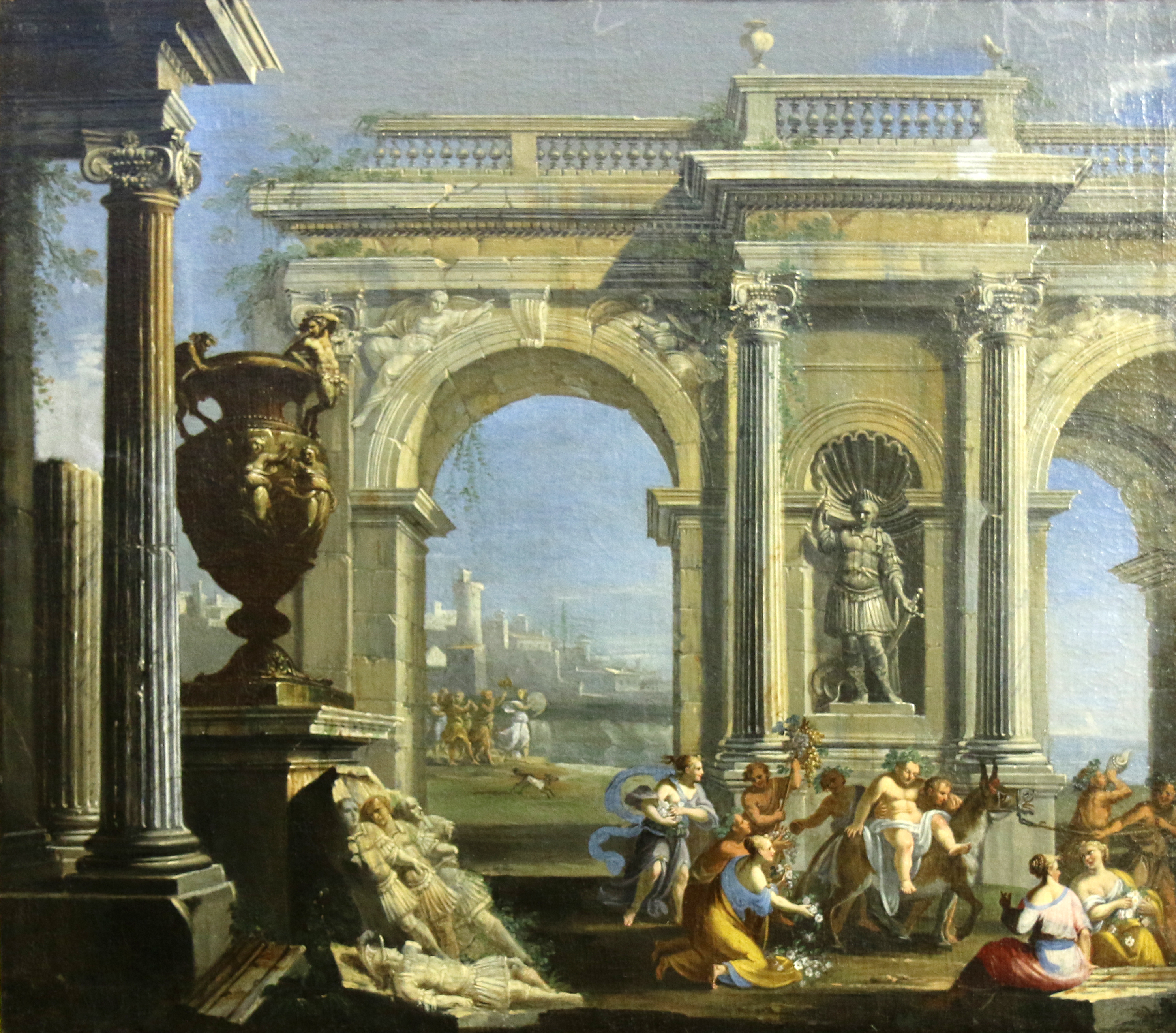
Giovanni Ghisolfi, Der Triumph von Silenus, Musée des Beaux-Arts de Narbonne.

Giovanni Ghisolfi (* 1623 in Mailand; † 1683 ebenda) war ein italienischer Maler des Barock.

## Leben
Giovanni Ghisolfi war Sohn von Giuseppe, Architekt aus Piacenza, und trat schon in jungen Jahren in die Werkstatt seines Onkels Antonio Volpino ein und war Schüler des Malers Girolamo Chignoli. Anlässlich des Besuchs der Erzherzogin Maria Anna von Österreich (1634–1696) in Mailand im Jahr 1649 war Ghisolfi an den Vorbereitungen für ihren Empfang in der Stadt beteiligt. Im Jahr 1650, im Alter von siebenundzwanzig Jahren, ging er mit seinem Malerfreund Antonio Busca nach Rom, wo er zahlreiche Gemälde mit Ansichten der Ewigen Stadt mit Ruinen antiker Tempel aus der klassischen Epoche schuf. Mitte des 19. Jahrhunderts wurde er von den Neoklassizisten sehr geschätzt. In Rom arbeitete Ghisolfi eng mit Salvator Rosa zusammen und schuf mehrere von diesem Meister beeinflusste Gemälde, wie das in der Sammlung Rospigliosi befindliche Gemälde Römische Ruinen und das in der Dresdner Gemäldegalerie Alte Meister befindliche Gemälde Die Ruinen von Karthago bezeugen.
Im Jahr 1659 kehrte Ghisolfi nach Mailand zurück und im Jahr 1661 stattete er die dritte Kapelle rechts in der Certosa di Pavia aus; die Kapelle ist dem Heiligen Benedikt von Nursia gewidmet und zeigt neun Szenen aus dem Leben des Heiligen. Im Jahr 1664 wurde er nach Vicenza gerufen, um Landschaftsfresken in den Palästen Trissino Baston und Giustiniani Baggio auszuführen; die Dekoration umfasst die Friese von vier Räumen, die bescheidener sind als die des Palazzo Trissino und deren Ikonographie schwer zu identifizieren ist, abgesehen von einem Ratto d’Europa (Entführung der Europa). Im Palazzo Arese Borromeo in Cesano Maderno und in der Villa Baldironi Reati in Lissone, beide in Brianza gelegen, führte er Arbeiten aus. Im Auftrag des Mailänder Kardinals Luigi Alessandro Omodei und von dessen Bruder, des Bankiers Emilio Omodei, schuf Ghisolfi 1662 die Wandmalereien in der 4. Kapelle des Sacro Monte di Varese.
Bereits 1674 schuf Ghisolfi das Gemälde mit der Befreiung des Heiligen Simon Petrus aus dem Gefängnis am linken Altar der Kirche Santa Maria della Vittoria in Mailand. Er malte das Altarbild mit dem Wunder des Heiligen Blasius in der Pfarrkirche der Heiligen Biagio und Macario in Magliaso im Auftrag der Familie Beroldingen, den örtlichen Feudalherren. Von ihm stammt die Freskendekoration im Gewölbe des Presbyteriums und der Apsis der Basilika San Vittore in Varese, die 1675 in Zusammenarbeit mit seinem Neffen Bernardo Racchetti, dem Autor der architektonischen Quadraturmalereien, entstand.
Ghisolfi starb 1683 in Mailand und wurde in der Kirche San Giovanni in Conca beigesetzt.